# Dəymədağlı (Oğuz)
Dəymədağlı è un comune dell'Azerbaigian situato nel distretto di Oğuz. Conta una popolazione di 288 abitanti.